# Castello di Rohrau
Il castello di Rohrau (Schloss Rohrau in tedesco), anche noto come castello Harrach, si trova nel comune austriaco di Rohrau nel distretto di Bruck an der Leitha, in Bassa Austria, e le sue prime strutture risalgono probabilmente ad un periodo antecedente il XII secolo.

## Storia

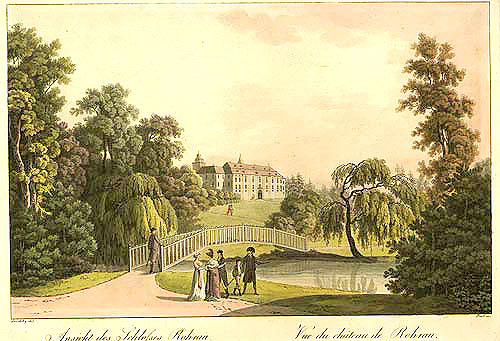
Il castello di Rohrau in una stampa del 1800

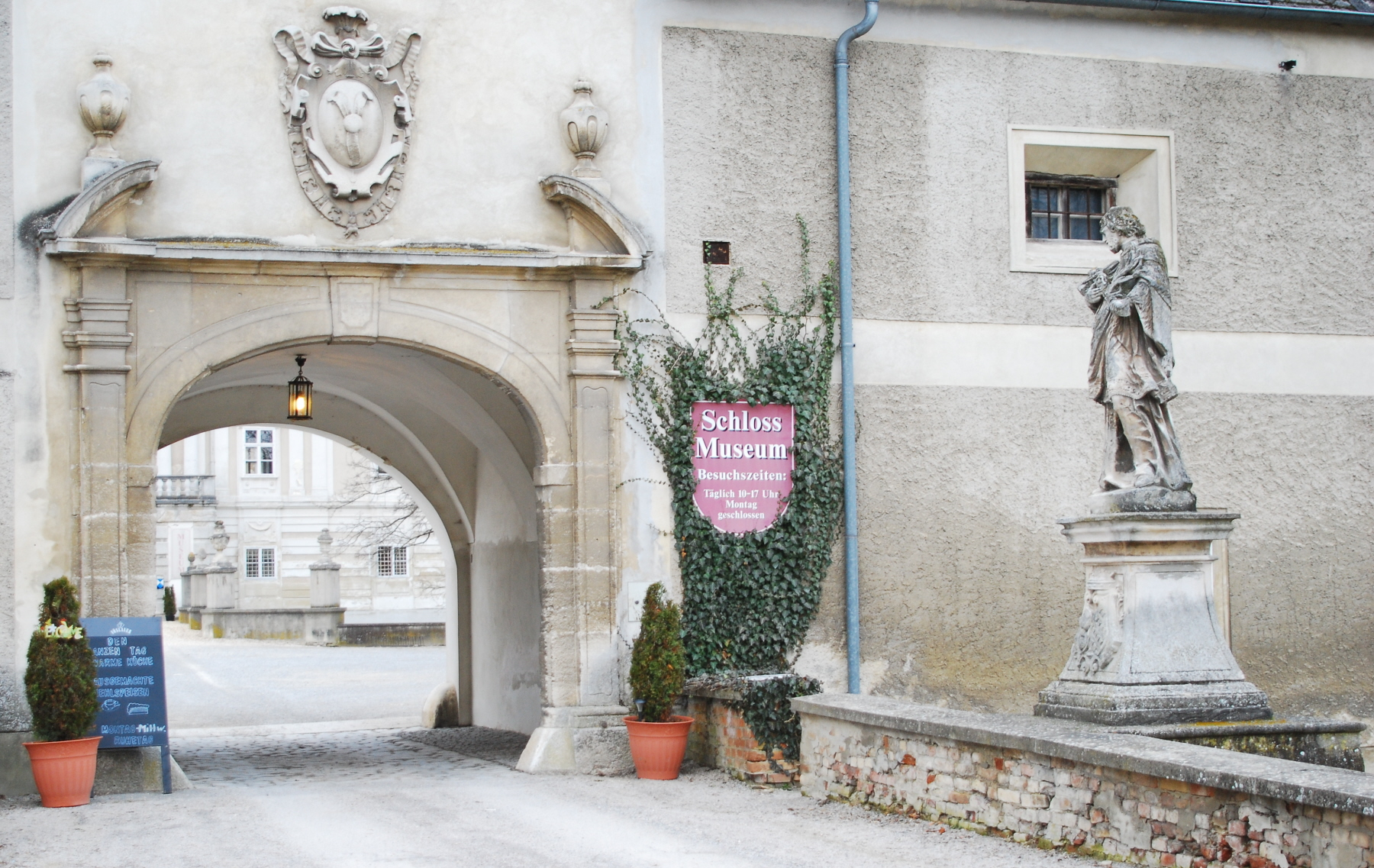
Portale di accesso al cortile interno

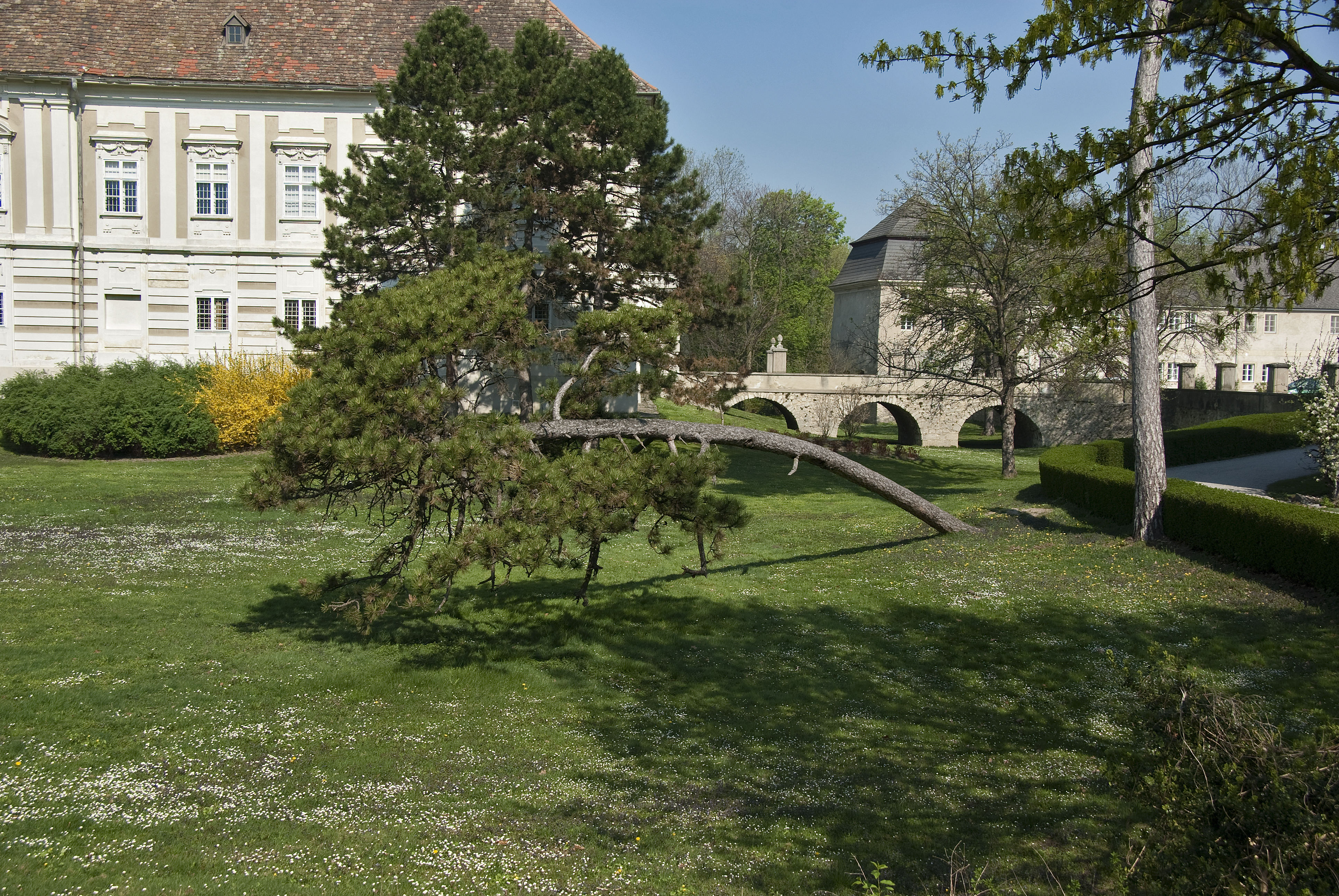
Esterno

Il momento preciso della costruzione delle prime fortificazioni sul sito non è certo ma è noto che nel XII secolo l'area intorno a Rohrau rientrava nei possedimenti dei margravi di Cham e Vohburg e una prima citazione su documenti risale al 1240 quando viene menzionato un signore locale legato alla famiglia Liechtenstein. Questa linea laterale dei Liechtenstein di Rohrau si estinse nel 1278 con Dietrich III e i possedimenti andarono, per via ereditaria, a Leutold von Stadeck. Con l'estinzione anche della famiglia Stadecker il castello venne concesso come feudo imperiale al conte Hermann von Cilli. Nel 1524 la proprietà venne ceduta a Leonhard III von Harrach e da quel momento la famiglia poté fregiarsi del nome von Rohrau. Tra il XV e il XVI secolo il dominio locale cambiò frequentemente e si alternarono le case reali d'Austria e d'Ungheria. Ferdinando I d'Asburgo, nel 1552, elevò la famiglia al rango di baroni imperiali. In quel periodo il maniero subì una ristrutturazione che ne cambiò drasticamente l'aspetto e l'ex castello medievale con fossato sparì lasciando al suo posto un castello in stile rinascimentale. Durante la prima invasione ottomana del XVI secolo il castello fu gravemente danneggiato. Nel 1627 Karl Freiherr von Harrach fu elevato al rango di conte imperiale dall'imperatore Ferdinando II d'Asburgo. Il castello venne per un certo periodo quasi abbandonato e verso la metà del XVII secolo versava quasi in rovine. Nel 1668 il conte Ferdinando Bonaventura von Harrach lo fece ristrutturare senza grosse modifiche rispetto all'aspetto originale e vent'anni più tardi il conte Leonhard Ulrich von Harrach scelse Rohrau come dimora principale della sua famiglia. L'ultimo grande intervento strutturale sul complesso fu commissionato dal conte Leonhard IX von Harrach tra il 1776 e il 1777. Il castello rimase una delle residenze di famiglia fino alla fine della seconda guerra mondiale subendo enormi danni durante l'occupazione da parte dell'Armata Rossa. Nel secondo dopoguerra del XX secolo fu così necessario un completo restauro e per anni venne utilizzato solo come azienda agricola. Nel 1966 vennero rinnovati gli interni e nel 1970 la contessa Stéphanie von Harrach decise di offrire il maniero come sede della famosa pinacoteca Harrach. Le grandi sale che sono state ricavate da spazi in precedenza aperti da quel momento sono state utilizzate per scopi culturali come mostre e convegni.

## Descrizione

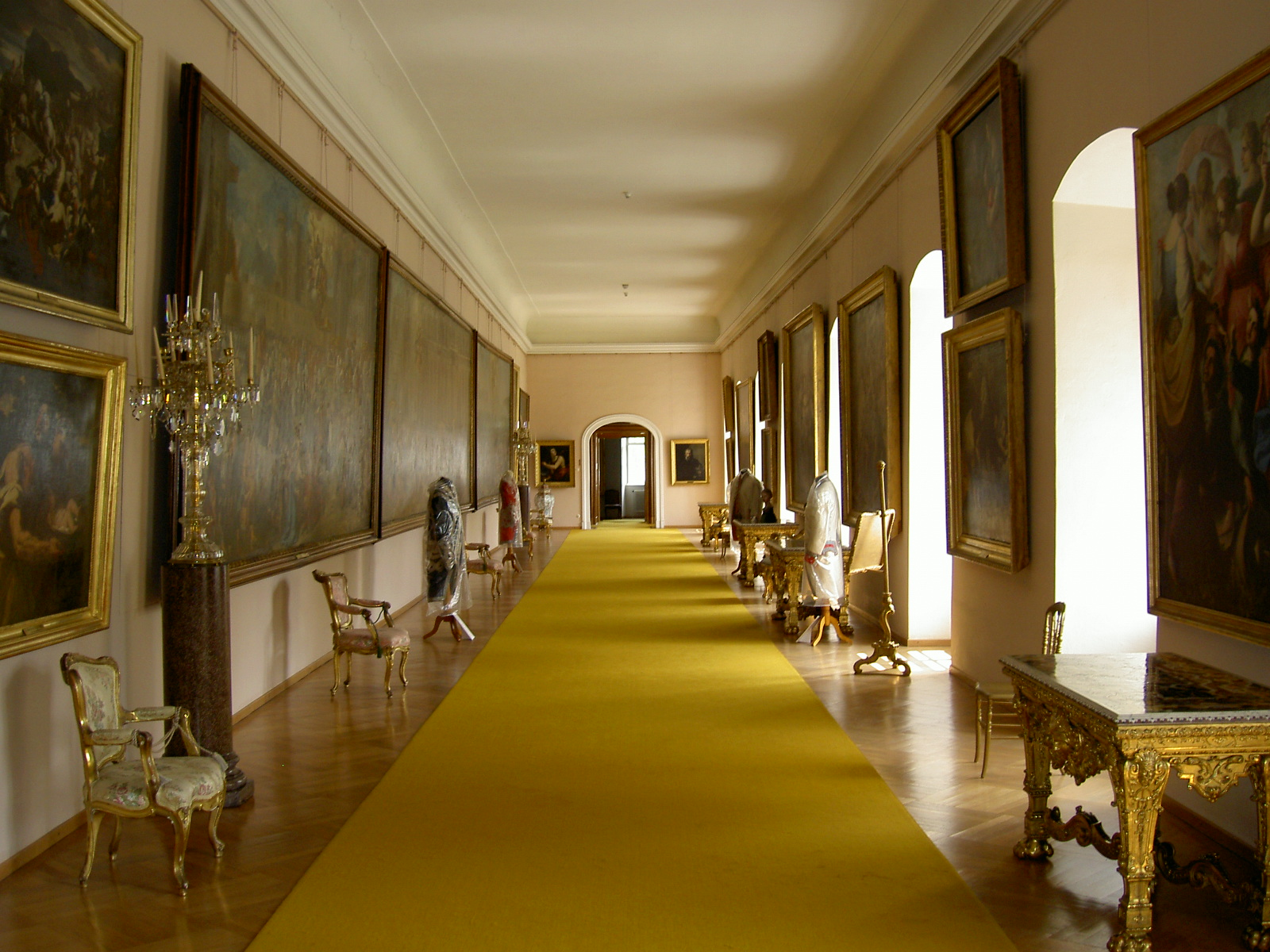
Galleria del museo

### Esterni
Il castello di Rohrau si trova all'estremità meridionale del comune austriaco di Rohrau nel distretto di Bruck an der Leitha, in Bassa Austria, in un parco non lontano dal fiume Leita. La planimetria dell'ex castello con fossato è ancora percepibile. Il complesso tardo barocco comprende il palazzo residenziale vero e proprio e l'edificio a tre ali antistante. La struttura del palazzo comprende quattro ali a due piani che racchiudono l'ampio cortile interno quasi quadrato. La facciata principale mostra il monumentale portale, al quale si accede attraverso il ponte in pietra, sovrastato dal balcone con balaustra. La porta sul balcone, sopra l'architrave, conserva lo stemma della famiglia Harrach. Al centro del grande frontone sulla facciata si trova posto un orologio. Il castello è circondato da un grande parco che si fonde con la foresta alluvionale del fiume Leita.

### Interni
Una scalone di rappresentanza dal salone dell'ingresso conduce al primo piano e qui sono appesi numerosi ritratti di grande formato dei maggiori esponenti della casata di Harrach. La galleria del castello vera e propria è ospitata in dieci stanze al piano rialzato. Gli arredi sono curati e sembra di essere non in un museo ma in una dimora gentilizia. La cappella conserva l'Altare Rohrauer, risalente al XVI secolo e opera di un ignoto artista di Anversa. La cupola della piccola cappella è decorata a stucco. La sala più bella del palazzo è la sala Haydn, con un busto del compositore opera di Antonio Grassi.
Il castello di Rohrau in Austria è un bene sottoposto a tutela artistica col numero 11663.